# Ökonomische und Gemeinnützige Gesellschaft des Kantons Bern OGG
Die Ökonomische Gemeinnützige Gesellschaft Bern (OGG) ist ein 1759 gegründeter Verein mit Sitz in Bern, der die Entwicklung des ländlichen Raumes, insbesondere in den Bereichen Bildung, Kultur, Ökonomie und Ökologie fördert.

## Ausgangslage
In der sogenannten Sattelzeit (1750 bis 1850) erwuchs den werdenden Industriestaaten die Fähigkeit zum Anstoss langfristiger wirtschaftlicher Wachstumsprozesse. Dabei war die enger werdende Bindung der Wissenschaft an Politik und Wirtschaft von zentraler Bedeutung. Als institutionelle Gefässe für die Produktion ‚nützlichen Wissens’ im Hinblick auf Reformen in Wirtschaft und Gesellschaft dienten zunächst die in der zweiten Hälfte des 18. Jahrhunderts europaweit gegründeten ökonomisch-patriotischen Gesellschaften, eine Untergruppe der Gelehrtengesellschaft. Die 1759 gegründete Ökonomische Gesellschaft Bern (die spätere Ökonomisch Gemeinnützige Gesellschaft des Kantons Bern OGG) gehörte unter ihnen zu den Vorreitern. Ökonomisch wurde dabei im Sinne einer umfassenden, auf das materielle und sittliche Wohl des Individuums ausgerichteten Hauswirtschaft verstanden und schloss verschiedenste wirtschaftliche und pädagogisch-moralische Fragen mit ein, wobei allerdings die Landwirtschaft im Zentrum stand.

## Gründung

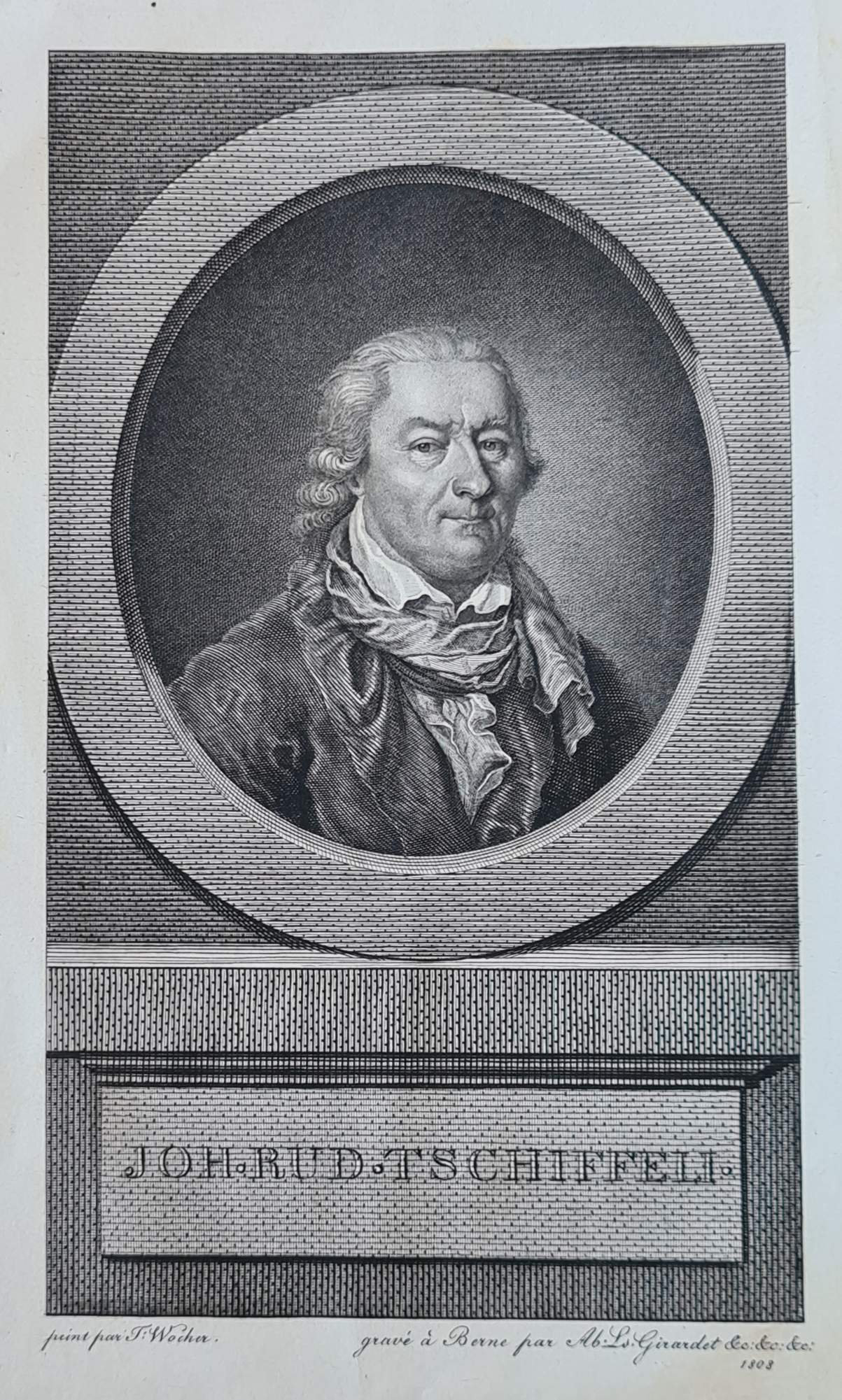
Johann Rudolf Tschiffeli, Bildnis nach Dominikus Tiberius Wocher (1808)

Im November 1758 rief Johann Rudolf Tschiffeli zur Stiftung eines Preises für die beste Abhandlung über die Verbesserung des Land- und Getreidebaus auf. Auf seinen Aufruf hin zeigten sich überraschend viele Personen, insgesamt 59 – zum überwiegenden Teil dem bernischen Patriziat angehörend – zur Zahlung eines sogenannten „Subskriptionsgeldes“ oder „Preisgeldes“ bereit. Tschiffeli wurde bei seinem Vorhaben von sechs weiteren Männern unterstützt, neben Samuel Engel auch von Gabriel Herport (1705–1783), Niklaus Emanuel von Diesbach (1692–1772), Sigmund Friedrich König (1712–1765), Franz Jakob von Tavel (1729–1798) und Niklaus Emanuel Tscharner. Diese bildeten denn auch den eigentlichen Kern der Ökonomischen Gesellschaft, die im Januar 1759 im Bestreben gegründet wurde, die mit dem Preis angeschnittenen Problemkreise in einer engeren Verbindung weiter zu verfolgen. Der Zweck der Gesellschaft sollte primär die Förderung des Landbaus sein, doch wurden auch weiterführende Themen behandelt. Die neue Gesellschaft reihte sich bewusst in eine illustre Schar früher gegründeter ökonomisch-patriotischer Gesellschaften ein, wie den Gründungen in Edinburgh (1723), Dublin (1731), London (1754) und Rennes (1757).

## Programm und Themen
Es soll die Absicht dieser Gesellschaft seyn, den Landbau, den Nahrungsstand und die Handlung in aufnahme zu bringen. Das ist: den abtrag des landes zu vermehren, die verarbeitung der landes-waaren zu verbessern, und den vertrieb derselben zu erleichtern. Dieses wird der einige gegenstand ihrer untersuchungen und erfahrungen seyn.
So formulierte die Ökonomische Gesellschaft ihre Ziele in ihren Statuten von 1762. Oberstes Ziel war die Steigerung der Erträge des Bodens, die propagierten Neuerungen betrafen aber alle Gebiete der Landwirtschaft, vom Ackerbau über die Viehzucht bis zur Gewinnung von Seide. Auch dem Handwerk und der Industrie sollte die Aufmerksamkeit der Gesellschaft zukommen. Die Ökonomische Gesellschaft beabsichtigte, ihre Arbeiten auf ein wissenschaftliches Fundament abstützen zu können. Dazu wurde ein umfangreicher Fragenkatalog formuliert und die Erarbeitung frühstatistischer Erhebungen (sogenannter topographischer Beschreibungen) unterstützt, die den Zustand der Landwirtschaft und des Gewerbes im bernischen Gebiet aufzeigen sollten.

## Aufbau der Gesellschaft im 18. Jahrhundert
Die Gesellschaft war zunächst wie folgt strukturiert: Die Grosse Gesellschaft, eine Art Hauptversammlung, trat einmal jährlich öffentlich in feierlichem Rahmen zusammen und vergab die Preise der ausgeschriebenen Preisfragen, hatte ansonsten aber primär repräsentativen Charakter. Wer in die Grosse Gesellschaft aufgenommen werden wollte, musste – ausser er war „Standesglied“, also Mitglied des Grossen oder des Kleinen Rates – mittels eines Aufsatzes Probe über seine Kenntnisse vorlegen. Neben der „Grossen Gesellschaft“ stand die „mittlere“ oder „engere“ Gesellschaft, die sich normalerweise im Winterhalbjahr zwischen Dezember und Mai monatlich traf. Sie galt als die tatsächliche Ökonomische Gesellschaft, entschied sie doch über Neuaufnahmen von Mitgliedern und über Ausschreibung und Vergabe der Preisaufgaben, erliess die Statuten der Gesellschaft, die sogenannten Gesetze, verwaltete die Gelder und führte die Korrespondenz der Ökonomischen Gesellschaft. Der Präsident der „engeren“ war zugleich Präsident der „Grossen“ Gesellschaft. Aus der mittleren Gesellschaft wurde schliesslich die „kleine“ oder „arbeitende“ Gesellschaft oder Kommission ausgeschossen. Sie bildete den Vorstand der Gesellschaft. Ihre Aufgaben umfassten sämtliche Aktivitäten der Gesellschaft, die sie im Winter in wöchentlichen, im Sommer in monatlichen Sitzungen vorzubereiten hatte. Dazu gehörte das Entwerfen von Preisfragen, Vorberaten der eingegangenen Schriften, Verfassen von Gutachten und der Druck der Schriften der Gesellschaft. Alle Beratungen und Entscheidungen der Ökonomischen Gesellschaft bedingten ein vorgängiges Urteil der arbeitenden Kommission. Sie hatte einen eigenen Präsidenten und Vizepräsidenten, daneben gehörten ihr die beiden Sekretäre und der Seckelmeister (Kassier) der mittleren Gesellschaft an.
Die skizzierte Struktur blieb bis 1768 bestehen, nachher erodierte sie zusehends und ging in eine zweistufige über, nach dem Prinzip Vorstand und Hauptversammlung, indem die Engere Gesellschaft mit der arbeitenden Kommission verschmolzen wurde. Die Grosse Gesellschaft übernahm von der Mittleren die Kompetenz, die Rechnung zu genehmigen und ihren eigenen Präsidenten zu wählen.

## Weitere Entwicklung

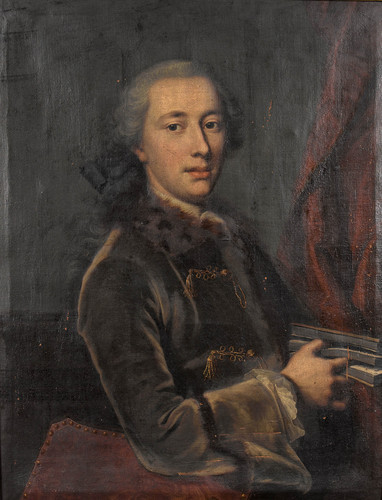
Niklaus Emanuel Tscharner (1750).

Gleich in den ersten Jahren ihres Bestehens entwickelte die Ökonomische Gesellschaft eine ausgedehnte Tätigkeit. In Bern leisteten die ordentlichen Mitglieder wie Johann Rudolf Tschiffeli und Niklaus Emanuel Tscharner die eigentliche Arbeit. Vielfältige Kontakte, Ansehen und äusserer Glanz verschafften der Sozietät eine grosse Anzahl in- und ausländischer Ehrenmitglieder (u. a. Carl Moser und Carl von Linné). Mit Preisausschreiben suchte die Ökonomische Gesellschaft Talente zu mobilisieren und hoffte auf die Mitteilung von Expertenwissen, mit Prämien belohnte sie Praktiker. Im bernischen Territorium, das neben dem bernischen Kernterritorium auch die Waadt und Teile des heutigen Kantons Aargau umfasste, regte sie die Gründung zahlreicher Zweiggesellschaften an.
Der Gesellschaft wurde in europäischer Perspektive eine herausragende Bedeutung zugesprochen. Mit ihrer Organisationsstruktur und ihrer gleichzeitig empirisch und konzeptionell hochstehenden Arbeitsweise wirkte sie als Vorbild für zahlreiche andere Gesellschaften. Ihre zweisprachig publizierten Abhandlungen und Beobachtungen und ihre Preisfragen erhielten europaweite Resonanz. Einige ihrer Mitglieder waren als Autoren und Wissenschaftler europaweit bekannt oder gar berühmt, so die Gebrüder Niklaus Emanuel Tscharner und Vincenz Bernhard Tscharner und Albrecht von Haller. Viele europäische Gelehrte attestierten der Stadt und Republik Bern aufgrund der tiefen Staatsabgabenquote und prosperierenden Agrarwirtschaft ein grosses Reformpotenzial.
Nach einem Rückgang der Aktivität im Verlaufe des 18. Jahrhunderts kam es in den ersten Jahrzehnten des 19. Jahrhunderts zu vorübergehenden Pausen in der Gesellschaftstätigkeit. Nach der Durchsetzung der liberalen Ordnung im Kanton Bern 1831 konstituierte sie sich 1838 neu. Auf der personellen Ebene zogen sich die stadtbernischen Patrizier zunehmend zurück, während Akademiker und führende Persönlichkeiten vom Land (z. B. Rudolf Schatzmann und Johann Rudolf Schneider) der Ökonomischen Gesellschaft allmählich ein neues Gesicht gaben. Inhaltlich konzentrierte sie sich fortan ganz auf die Landwirtschaft, insbesondere auf die an Bedeutung gewinnenden Bereiche der Milchwirtschaft und Viehzucht; das einst weitgespannte Tätigkeitsfeld wurde eingeschränkt, die wissenschaftlichen Ambitionen traten zurück. Die Mitgliederzahl nahm in beeindruckender Weise zu, und mit Lokalvereinen verstärkte die Ökonomische Gesellschaft ihren Einfluss auf den Bauernstand.
Im Jahr 1890 schloss sich die Gesellschaft mit der Gemeinnützigen Gesellschaft des Kantons Bern zur neuen Ökonomischen und gemeinnützigen Gesellschaft des Kantons Bern (OGG) zusammen. Die Gesellschaft widmet sich heute vor allem der Unterstützung gemeinnütziger Projekte. So vermittelt sie etwa betreute Wohnplätze bei Bauernfamilien an Personen, die nicht alleine leben können.
Die OGG als kantonale Gemeinnützige Gesellschaft hat statuarisch einen Sitz im Zentralvorstand (ZV) der Schweizerischen Gemeinnützigen Gesellschaft (SGG).

## Publikationen der Gesellschaft

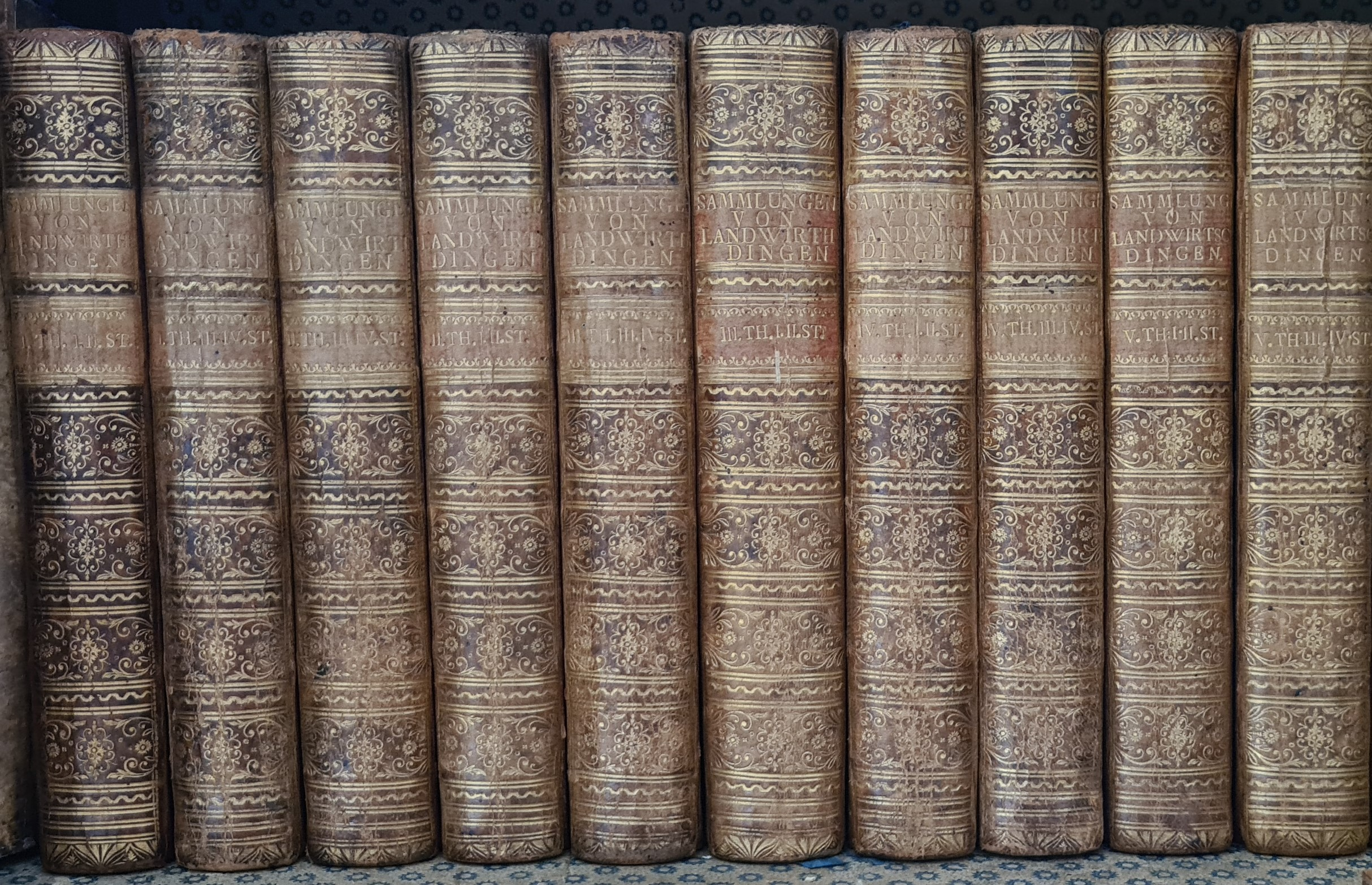
Die gesammelten Abhandlungen, aus dem Besitz von Niklaus Anton Kirchberger, Präsident der Ökonomischen Gesellschaft

Seit 1760 gab die Ökonomische Gesellschaft die preisgekrönten Abhandlungen wie auch Nachrichten über ihre Tätigkeit und weitere wertvolle Schriften in den Abhandlungen und Beobachtungen heraus. Diese Zeitschrift richtete sich vor allem an ein gelehrtes Publikum. Dank seiner Zweisprachigkeit (deutsch-französisch) hatte das Publikationsorgan internationalen Erfolg und verhalf der OeG im 18. Jahrhundert zu weitreichender Beachtung. Der Mangel an druckwürdigen Preisschriften bremste aber bereits ab der zweiten Hälfte der 1760er Jahre das Erscheinen der Schriftenreihe, so dass bis in die siebziger Jahre die verspätete Herausgabe der Bände zum chronischen Übel wurde, bis schliesslich 1776 das letzte Stück einer beachtlichen Reihe gedruckt wurde. Im Folgenden erschienen nur noch sporadisch einzelne Bände, der letzte 1796. In der Folge beklagte die Gesellschaft immer wieder den Mangel einer eigenen Zeitschrift und es wurden wiederholt Anstrengungen unternommen, eine solche erneut zu gründen. Die Zeitumstände und der anhaltende Mangel guter Beiträge verhinderte bis 1846 die Herausgabe regelmässiger Publikationen. Erst in diesem Jahr erhielt die Ökonomische Gesellschaft mit dem „Wochenblatt für Landwirtschaft und Gartenbau“, das später in „Bernische Blätter für Landwirthschaft, Wald- und Gartenbau“ umbenannt wurde, wieder ein eigenes Periodikum. Nach einer Umbenennung 1901 erscheint die Fachzeitung seit 1901 unter dem Namen „Schweizer Bauer“. 2021 feierte der Schweizer Bauer das 175-Jahr-Jubiläum.

## Mitglieder

### Mitgliederverzeichnis 1761
- Elie Bertrand
- Samuel Engel
- Gottlieb Siegmund Gruner
- Marc Charles Frédéric de Sacconay
- Friedrich Sinner
- Niklaus Emanuel Tscharner
- Vincenz Bernhard Tscharner
- Johann Rudolf Tschiffeli
- Johann Georg Zimmermann
- und weitere.[3]